# National Journal
National Journal è una compagnia americana di media digitali basata a Washington, D.C., che si interessa della scena politica corrente e di tendenze politiche emergenti.
Il National Journal è stato pubblicato per la prima volta nel 1969. È parte di National Journal Group, una divisione di Atlantic Media.

## Collaboratori
Alcuni dei suoi migliori collaboratori attuali ed ex noti sono stati:
- Marc Ambinder
- Richard E. Cohen
- Charlie Cook
- Matthew Cooper
- Clive Crook
- Susan Davis
- Yochi Dreazen
- Ron Fournier
- Major Garrett
- Fawn Johnson
- Neal R. Peirce
- Patrick Pexton
- William Powers
- Jonathan Rauch
- Stuart Taylor Jr.
- Murray Waas